# Hinterland Studio
Hinterland Studio Inc. ist ein unabhängiger Videospielentwickler, der 2012 von Raphael van Lierop in der kanadischen Provinz British Columbia gegründet wurde. Das Unternehmen entwickelt insbesondere Survival-Videospiele und ist vor allem für das Spiel The Long Dark bekannt.

## Geschichte
Nachdem Raphael van Lierop bei Relic Entertainment als Director des Spiels Warhammer 40.000: Space Marine tätig war, gründete er Hinterland Studio mit dem Ziel, an persönlicheren Projekten zu arbeiten, die seine eigenen Werte widerspiegeln. Das Unternehmen wurde mit einem Team aus erfahrenen AAA-Spieleentwicklern aufgebaut und strebt danach, erzählerisch geprägte und zum Nachdenken anregende Spiele zu entwickeln. Zum Gründungsteam gehörten unter anderem Alan Lawrance (Volition Inc.), Hokyo Lim (League of Legends), David Chan (BioWare) und Marianna Krawczyk (God-of-War-Reihe).

## Organisationsstruktur
Hinterland Studio verfolgt ein verteiltes Arbeitsmodell, bei dem ein Teil der Mitarbeitenden im Hauptstudio in Vancouver arbeitet, während andere remote in ganz Nordamerika tätig sind. Für die interne Kommunikation und das Projektmanagement kommen digitale Tools wie Slack, Skype und Basecamp zum Einsatz.

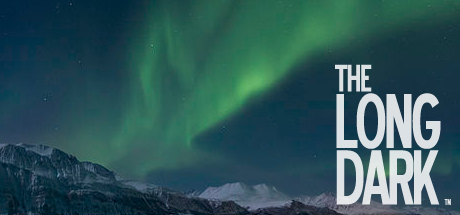
Das Spiel mit dem Namen The Long Dark

## Spiele
- The Long Dark wurde von der Zeitschrift Wired als „der Höhepunkt des gesamten Genres“ bezeichnet.[4] Es kombiniert den preisgekrönten Survival Mode mit dem erzählerisch gestalteten Story-Modus Wintermute. Raphael van Lierop, Gründer, CEO und Creative Director von Hinterland Studio, kündigte 2017 an, das Spiel in zwei separate Modi – Story und Survival – aufzuteilen.[5]
- The Long Dark: Survival Mode: Der „Survival Mode“ von The Long Dark erschien im Oktober 2014 über Steam. Es handelt sich um ein offenes, nicht-narratives Survival-Spiel. Nach einer langen Phase der offenen Entwicklung mit zahlreichen großen Updates hat sich The Long Dark als bedeutender Titel innerhalb des Survival-Genres etabliert. In diesem Modus ohne Handlung erleben die Spieler tausende Stunden an Spielzeit – mit dem Ziel, zu überleben, während der Tod unausweichlich bleibt.
- The Long Dark: Wintermute: Der erzählerische Modus Wintermute wurde im August 2017 auf Steam veröffentlicht. In der episodenbasierten Kampagne übernehmen die Spieler die Rollen des Buschpiloten Will Mackenzie und der Ärztin Dr. Astrid Greenwood. Nach einem Flugzeugabsturz in der Wildnis von Nordkanada – ausgelöst durch ein geheimnisvolles Licht am Nachthimmel – werden die beiden getrennt und versuchen, das abgelegene Städtchen Perseverance Mills[6] zu erreichen. In einer Welt, in der elektronische Geräte versagen, wilde Naturgefahren lauern und strenge Winter herrschen, ist das Überleben auf der Insel Great Bear Island[7] das oberste Ziel.
- The Long Dark: Tales from the Far Territory: Im Dezember 2022 veröffentlichte Hinterland Studio die erste kostenpflichtige Erweiterung für den Survival-Modus: Tales from the Far Territory. Dieses DLC erweitert die Welt von The Long Dark deutlich, indem es neue Gebiete, Spielmechaniken und missionsbasierte Geschichten (Tales) hinzufügt.
- Blackfrost: The Long Dark 2: Die Fortsetzung der Reihe, Blackfrost: The Long Dark 2, soll im Jahr 2026 im Early Access erscheinen. Ein Jahr nach dem sogenannten „Aurora-Ereignis“ kämpfen die Menschen in der Stadt Harmont und den umliegenden wilden Gebieten ums Überleben in den Bedingungen der Stillen Apokalypse (Quiet Apocalypse). Spieler können in dieser neuen Survival-Sandbox allein oder gemeinsam mit anderen versuchen, in einer von neuen Gefahren geprägten Welt zu bestehen.

## Auszeichnungen und Anerkennungen
The Long Dark erhielt sowohl von Kritikern als auch von Spielern überwiegend positive Bewertungen und gilt als bemerkenswerter Erfolg im Bereich der unabhängigen Spieleentwicklung. Besonders gelobt wurden die Atmosphäre, die Erzählweise und die Überlebensmechaniken des Spiels.
Im Jahr 2014 wurde das Spiel von den Canadian Video Game Awards in fünf Kategorien nominiert: "Best Visual Arts", "Best Downloadable Game", "Best Game Innovation", "Best Game Design" und "Best Indie Game".
2018 wurde es bei den Webby Awards in fünf Kategorien nominiert: "Best Art Direction", "Best Game Design", "Best Music/Sound Design", "Best Writing" und "Strategy/Simulation". Dabei gewann es zwei Auszeichnungen:
- 22. Webby Awards – Gewinner in der Kategorie "Best Writing (Games)"[10]
- 22. Webby Awards – Gewinner in der Kategorie "Best Strategy/Simulation Game"[11]